# Rebecca Malmborg
Rebecca Malmborg, folkbokförd Maud Anna Rebecka Malmborg, ogift Sjöström, född 6 december 1969 i Motala, är en svensk sångerska, låtskrivare och musiker. 
Rebecca Malmborg föddes i Motala och kom under uppväxtåren till Avesta och senare Örnsköldsvik. Hon utbildade sig till sång- och pianopedagog vid Stockholms Musikpedagogiska Institut och arbetar som sångpedagog, driver eget företag och arbetar som koordinator i kursverksamhet. Tidigare har Malmborg bland annat arbetet som musiklärare på en friskola i Lidköping, drivit en egen musikskola med 150 elever och arbetat på Kulturamas olika musikutbildningar.
Hon skriver allt sitt material själv, både text och musik och företrädesvis på svenska. Musikstilen ligger mest åt singer-songwriter-hållet med en anstrykning av pop. Malmborg släppte ett nytt album, Drömmen du vill leva, i september 2010. Peter Cartriers producerade.
Förra albumet Där verkligheten bor släpptes i mitten av oktober 2008, även den producerad av Peter Cartriers. Malmborg är ena halvan i duon Rebecca Tias och tillsammans med Mathias Engvall gav Rebecca Malmborg ut två cd-album. Dagarna går kom ut 1999 och När det vänder släpptes 2001. Duons låt
Om Igen låg på Svensktoppens tionde plats i två veckor år 2000.  Malmborg tilldelades 1999 Roland Utbult-stipendiet som första stipendiat. Malmborg vann även den Kristna melodifestivalen 1997.[källa behövs]
Rebecca Malmborg bor i Lidköping och har tillsammans med sin man Michael Malmborg byggt Skandinaviens första passivhus-villa.

## Diskografi
- 2000 – Dagarna går
- 2002 – När det vänder
- 2008 – Där verkligheten bor
- 2010 – Drömmen du vill leva (release september 2010)